# Jem'Hadar-ii (Star Trek: Deep Space Nine)
„Jem'Hadar-ii” este cel de-al 46-lea episod din serialul de televiziune SF Star Trek: Deep Space Nine. Este cel de-al 26-lea episod din cel de-al doilea sezon. Episodul a fost difuzat la televiziune pe 13 iunie 1994. Aceasta îi introduce în universul Star Trek pe Jem'Hadar și Vorta, două specii ale Dominionului. Este ultimul episod care prezintă în mod regulat insigna comunicatorului din anii 2360 din Star Trek: Generația următoare.
Plasat în secolul al XXIV-lea, serialul urmărește aventurile de pe Deep Space Nine, o stație spațială situată în apropierea unei găuri de vierme stabile între cadranele Alfa și Gamma ale galaxiei Calea Lactee, în apropierea planetei Bajor. În acest episod, echipajul de pe Deep Space Nine întâlnește o forță mai puternică decât Federația.

## Rezumat
Comandantul Sisko și fiul său Jake se pregătesc pentru o excursie de camping tată-fiu pe o planetă din Cuadrantul Gamma. Sisko este dezamăgit când Jake îl invită pe cel mai bun prieten al său, Nog, să li se alăture, și este și mai consternat când Quark, unchiul lui Nog, se invită și el. Pleacă după cum au plănuit, dar în timp ce își instalează tabăra, Quark devine repede iritat de mediul înconjurător și se ceartă cu Sisko, ceea ce îl determină pe Nog, stânjenit, să plece în pădure, Jake alergând după el.
Sisko și Quark sunt surprinși când o femeie extraterestră iese în fugă din pădure, urmărită de o trupă de soldați feroce, care îi ia pe toți trei prizonieri. Sisko, Quark și femeia, Eris, sunt duși într-o peșteră unde sunt închiși într-un câmp de forță. Eris îl avertizează pe Sisko că acest câmp este letal și că ea nu-și poate folosi abilitățile telekinetice pentru a-l dezactiva din cauza gulerului represiv din jurul gâtului ei. Explică faptul că soldații sunt Jem'Hadar, crescuți și puși în slujba Dominionului, care conduce acea secțiune a Cuadrantului Gamma, și că nu pot evada sau să îi învingă pe Jem’Hadar. Sisko subliniază faptul că au fost închiși împreună și că nu sunt sub pază atentă, crezând că poate folosi în avantajul lor aparenta încredere excesivă a răpitorilor lor și începe prin a încerca să îndepărteze gulerul lui Eris.
Al treilea Talak'talan, liderul grupului Jem'Hadar, îl informează pe Sisko că Dominionul nu va mai tolera prezența navelor din cealaltă parte a găurii de vierme și dezvăluie cunoștințe vaste despre Cuadrantul Alfa, dar refuză să-i permită lui Sisko să vorbească cu Fondatorii, liderii Dominionului, despre care Eris susține apoi că sunt un mit. După mai multe ore, Sisko face progrese în îndepărtarea gulerului lui Eris și îl indeamna pe Quark sa descuie încuietoarea.
Între timp, Jake și Nog, după ce s-au întors în tabără, și, negăsindu-i pe Sisko și Quark, localizează tabăra Jem'Hadar. Se întorc la navetă, dar nu reușesc să teleporteze prizonierii de pe planetă sau să evite pilotul automat al navei pentru a ieși de pe orbită și a primi ajutor. Când, în cele din urmă, obțin controlul navei, își dau seama că, fără pilotul automat, vor trebui să învețe să o piloteze singuri.
Pe DS9, o navă sosește pe neașteptate prin gaura de vierme, iar Talak'talan se materializează brusc în camera de comandă, în ciuda faptului că scuturile stației sunt ridicate. El informează echipajul că Sisko este reținut de Dominion, apoi se teleportează înainte de a fi prins, trecând neafectat printr-un câmp de forță de securitate. Căpitanul Keogh, comandantul navei stelare de clasă Galaxy U.S.S. Odyssey, sosește pe stație pentru a evalua situația și a organiza o misiune de salvare. El permite celor două navete rămase pe stație, cu echipajul maiorului Kira, O'Brien, Dax, Odo și Dr. Bashir, să însoțească Odyssey în misiunea sa.
Quark reușește să îi scoată gulerul lui Eris, permițându-i să dezactiveze câmpul de forță, iar cei trei scapă. Între timp, navele Federației sunt atacate, iar Odyssey este grav avariată, deoarece armele Jem'Hadar reușesc să-i evite scuturile. O'Brien se teleportează la bordul navetei lui Jake și Nog și preia controlul, apoi îi teleportează la bordul ei pe Sisko, Quark și Eris. În timp ce grupul se retrage în Cuadrantul Alfa, una dintre navele Jem'Hadar face o cursă sinucigașă spre Odyssey, intrând în coliziune cu aceasta și distrugând-o aproape instantaneu. Înapoi la stație, Quark descoperă că zgarda lui Eris este falsă, iar ei deduc că ea este un spion al Dominionului, lucru pe care aceasta îl recunoaște înainte de a se teleporta - lăsând echipajul cu creadă că relațiile cu acest nou adversar puternic sunt abia la început.